# 黃頌顯
黃頌顯，CBE，JP（1933年7月16日—），香港律師，東亞銀行、長江和記實業有限公司及電能實業有限公司獨立非執行董事，前香港賽馬會董事局主席，前香港律師會會長。

## 背景
黃頌顯在1933年7月16日生於香港，是東亞銀行其中一位創辦人黃潤棠的兒子，1945年至1950年就讀於聖若瑟書院，1951年至1955年間留學英國，於劍橋大學修讀法學士（1954年）及法學碩士（1955年）學位，取得圣凯瑟琳学院學者資格，及於1958年取得律師資格。1959年返回香港，加入胡百全律師事務所，1961年成為胡百全律師事務所合夥人。黃頌顯後來於1974年獲委任為太平紳士，1977年至1979年擔任香港律師會會長。

## 個人生活
黃頌顯在1957年與Maureen於英國結婚，婚後育有3子1女。 
孙女Skye Chiara Wong (林李翘如外孙女，冯咏仪外甥女)
外孙女李家彤Antonia Michela Li

## 馬主生涯
黃頌顯、黃子超父子熱愛賽馬運動，自1960年代末開始，黃頌顯就在香港展開馬主生涯；早期馬匹曾以「名駒」、「星」為名，如「快名駒」、「超速名駒」、「都係名駒」、「神勇名駒」、「特快名駒」、「多利名駒」、「蓋世名駒」、「超力名駒」、「北洲神童」、「狀元星」、「奧運星」、「新年代」、「拉丁舞士」、「查士丁尼」、「短途快馬」、「快上快」、「威風」等，近年的名下馬匹除了與兒子黃子超合夥擁有之外，大部分均以「趣」字命名，包括「超新星」、「超勝」、「勇進」、「雅趣」、「興趣」、「樂趣」、「勁趣」、「情趣」、「熱趣」、「慶趣」（原名「傲骨如冰」）、「超趣」（原名「獨行長官」）、「真趣」（原名「突襲」）、「勇趣」（原名「信念合一」）、「進趣」等。黃頌顯曾擔任香港賽馬會董事，1996年獲選為香港賽馬會主席，卸任後則獲委任為馬會名譽董事。

## 資料來源
1. ↑  公司資料 的存檔，存档日期2006-10-29. 東亞銀行
2. ↑   （页面存档备份，存于）長江和記實業有限公司董事資料
3. ↑  .   [2015-06-23]. （原始内容存档于2015-06-23）.
4. 1 2 3 4 5 6 7 8 9  Kevin Sinclair (编).  4. Who's Who in Hong Kong Ltd.、Asianet Information Services Ltd. 1988: 412.
5. ↑  .   [2010-10-10]. （原始内容存档于2020-02-20）.
6. ↑  律師會新聞[永久] 香港律師會，2005年7月

| 官衔            | 官衔                               | 官衔            |
| --------------- | ---------------------------------- | --------------- |
| 前任者： 施偉賢 | 香港賽馬會董事局主席 1996年─1998年 | 繼任者： 李福深 |